# SIGMM
SIGMM은 ACM의 스페셜 인터레스트 그룹 중 하나이다. 멀티미디어를 주제로 하고 있으며, 멀티미디어 컴퓨팅 분야를 다루고 있다. 제반 요소 기술부터 응용 소프트웨어까지, 이론에서부터 실제까지, 서버와 네트워크부터 디바이스까지 광범위한 세부 주제를 망라하고 있다.
이 그룹은 멀티미디어 콘퍼런스인 ACM 멀티미디어를 매년 개최하고 있다.

## 조직의 목표
SIGMM의 목표는 멀티미디어 컴퓨팅, 통신, 저장장치, 응용 소프트웨어를 망라하는 광범위한 주제의 포럼을 연구자, 엔지니어, 기술자들에게 제공하는 데 있다. 오늘날, 멀티미디어는 단순한 텍스트나 이미지를 넘어서 연속적인 미디어(예를 들면, 오디오, 비디오, 애니메이션) 등으로 확장되고 있는데, SIGMM은 이러한 멀티미디어 전반을 다루고 있다. SIGMM은 SIGOPS, SIGCOMM, SIGGRAPH, SIGCHI 및 신호 처리 연구자들과 한께  공동으로 학제적 연구 분야도 다루고 있다.

## 활동
SIGMM은 콘퍼런스 전문(conference-only) SIG이다. 대부분의 노력과 에너지는 연례 콘퍼런스인 ACM 멀티미디어(Annual International Conference on Multimedia)를 개최하는데 들어가고 있다. 이외에도, 기타 콘퍼런스를 후원하고 있으며, 또한 메일링 리스트, 웹 페이지 등을 운영하고 있다.

## 인물
2008년 기준으로, 그룹장은 클라라 나르스테트(Klara Nahrstedt), 부그룹장은 볼프강 에펠스버그(Wolfgang Effelsberg), 콘퍼런스 조직위장은 네벤카 디미트로바(Nevenka Dimitrova)이다.